# جسیکا کارو
جسیکا کارو (انگلیسی: Jessica Caro؛ زادهٔ ۲۰ ژوئیهٔ ۱۹۸۸) بازیکن فوتبال اهل کلمبیا است.
وی همچنین در تیم ملی فوتبال تیم ملی فوتبال زنان کلمبیا بازی کرده‌است.
وی در مسابقات کشوری و بین‌المللی در مجموع برندهٔ ۱ مدال طلا شده‌است.